# Volute trompe de cochon
Cymbium cymbium · Yet
Pour les articles homonymes, voir Yet (homonymie) et Volute.
Espèce
« Volute trompe de cochon » est le nom vernaculaire d'un coquillage, dénommé aussi yet en wolof. Son nom scientifique est Cymbium cymbium. Il fait partie des ingrédients de la cuisine sénégalaise.
- Taille maximale : 25 cm.
- Usage : outre l'attrait pour les collectionneurs de coquillages, ce coquillage est utilisé dans l'alimentation humaine.

## Philatélie
Ce coquillage figure sur une émission de l'Angola de 1974 (valeur faciale : 1 $).